# Fritz Grunebaum
Fritz Grunebaum (* 10. November 1913 in Frankfurt am Main als Fritz Grünebaum; † 4. April 1992 in Lynnfield, Essex County, Massachusetts) war ein deutsch-amerikanischer Unternehmer.

## Leben
Fritz Grünebaum studierte Jura und Wirtschaftswissenschaften an der Ruprecht-Karls-Universität Heidelberg. Dort promovierte er auch. In seiner Freizeit war Grünebaum beim SC Frankfurt 1880 als Rugby-Union-Spieler aktiv. Verheiratet war er mit der 1918 in Berlin geborenen Bankierstochter Karin Grünebaum, geborene Wassermann.
Nach der Machtergreifung durch die Nationalsozialisten 1933 wanderte das Ehepaar Grünebaum, aufgrund ihres jüdischen Glaubens verfolgt, in die Vereinigten Staaten von Amerika aus. Der Name wurde in Grunebaum geändert. Die Familie von vier Kindern siedelte sich in Boston an, wo Fritz Grunebaum in der Lederindustrie erfolgreich Karriere machte. Dem Rugby weiterhin verbunden gründete er die American Rugby Foundation.
Nachdem seine Frau Karin 1958 im Alter von 39 am Krebs verstorben war, stiftete Fritz Grunebaum der Boston University die Karin Grunebaum Cancer Research Foundation, welche sich zu einem führenden Krebsforschungszentrum entwickelte.
In zweiter Ehe war Fritz Grunebaum mit der US-Amerikanerin Roberta Grunebaum verheiratet.
1992 starb Fritz Grunebaum im Alter von 78 Jahren. Testamentarisch stiftete er der Heidelberger Universität den Fritz-Grunebaum-Preis, einen Nachwuchswissenschaftspreis, welcher alljährlich für die beste Doktorarbeit in den Rechts- oder Wirtschaftswissenschaften vergeben wird. Er ist gegenwärtig mit 3.000 Euro dotiert. Außerdem erhielt das Kurpfälzische Museum mehrere wertvolle Kunstwerke. Der Stadt Heidelberg vermachte Grunebaum einen finanziellen Betrag, welcher zur Förderung des Rugbyspiels eingesetzt werden sollte. Dieser wurde für den Bau des Rugbystadions Fritz-Grunebaum-Sportpark aufgewendet. Der Sportpark wurde 1996 eröffnet.

## Ehrungen
- Fritz Grunebaum war Ehrensenator der Ruprecht-Karls-Universität Heidelberg.[3]
- Der 1996 eröffnete Fritz-Grunebaum-Sportpark trägt seinen Namen